# Heliographa nigrolineata
Heliographa nigrolineata är en tvåvingeart som beskrevs av Shinonaga och Adrian C. Pont 1988. Heliographa nigrolineata ingår i släktet Heliographa och familjen husflugor. Inga underarter finns listade i Catalogue of Life.